# AT (format de carte-mère informatique)
Pour les articles homonymes, voir AT.

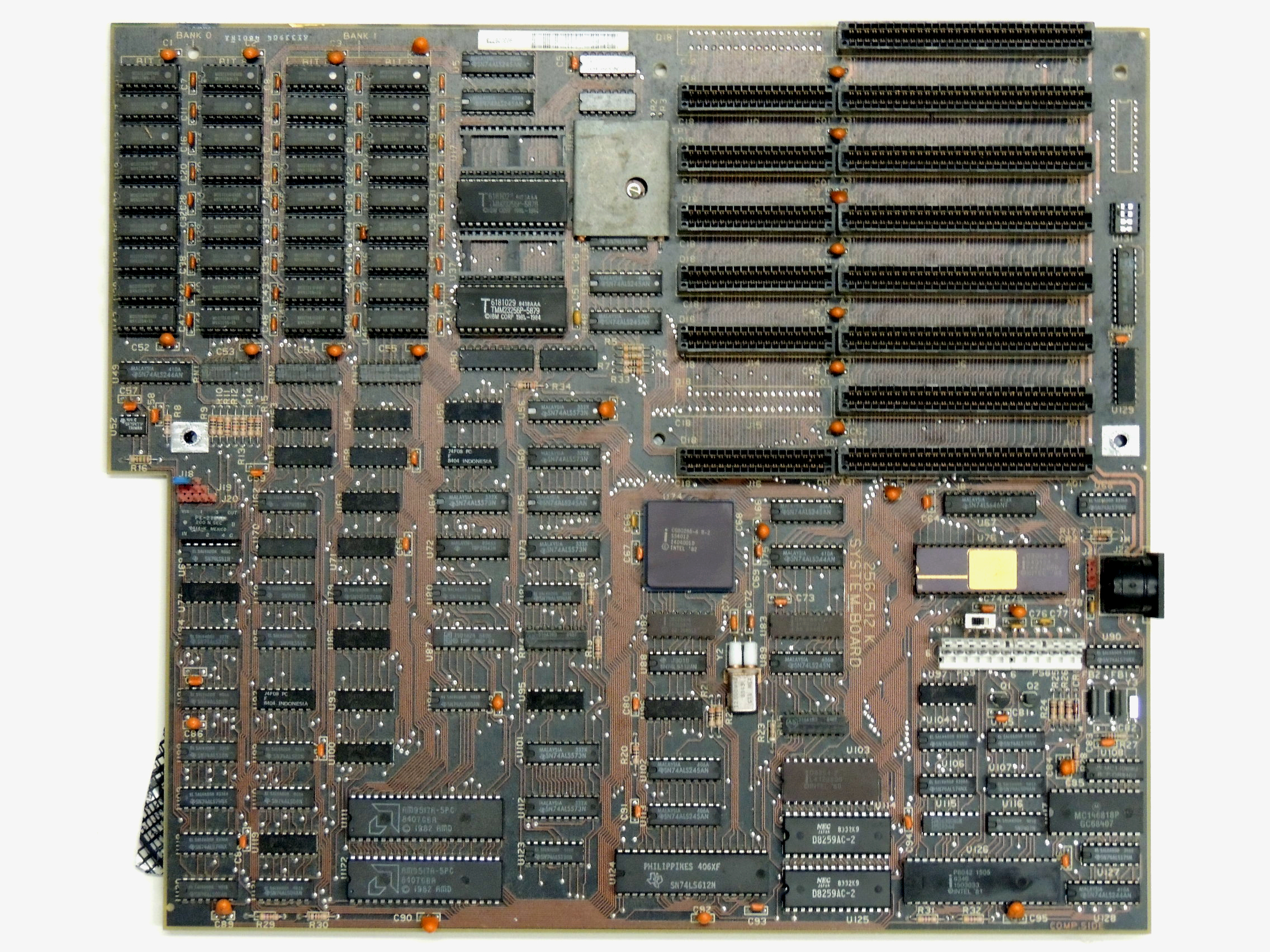
Carte mère de l'IBM PC AT. C'est sur cette carte que se base le format AT.

Dans le domaine des PC compatibles IBM, le format AT réfère aux dimensions et à la mise en place (form factor) de la carte mère de l'IBM AT. Comme pour l'IBM PC et l'IBM XT, d'autres fabricants ont produit des cartes mères compatibles avec l'IBM AT, permettant aux utilisateurs d'améliorer leurs ordinateurs avec des composants plus puissants voire de concevoir des configurations compatibles. Les compatibles IBM conçus à cette époque ont commencé à utiliser le format AT, contribuant au succès de cette configuration. Néanmoins du fait de sa taille imposante, ce format n'a jamais été très populaire, contrairement au format Baby AT avec lequel il est souvent confondu à cause de la similarité du nom. Le format AT a peu à peu disparu au profit de ce dernier et disparu peu après l'apparition de l'ATX.

## Concept
La carte mère AT originale, connue plus tard sous le nom de « Full AT » (AT complet), fait 35,1 cm × 30,5 cm (13,8" × 12"), elle ne tient donc pas dans une mini-tour ou un mini-ordinateur de bureau. La taille de la carte lui fait prendre de la place derrière les baies à lecteurs rendant l'installation de disques ou de lecteurs supplémentaires difficile. Dans le boîtier original d'IBM, les deux baies 5"1/4 dépassaient sur la carte mère. Plus précisément, la baie de gauche dépassait sur la carte mère alors que celle de droite était divisée en deux emplacements 5"1/4 demi-format, celui en haut hébergeait un lecteur de demi-format et celui du bas un lecteur plein format qui descendait vers le fond du boîtier.
Le connecteur d'alimentation d'une carte mère AT fonctionne de la même manière que sur les designs précédents d'IBM, le PC et le XT. Le branchement de l'alimentation sur la carte mère se fait avec deux connecteurs pratiquement identiques de 6 pins. Le design d'IBM les dote de détrompeurs qui permettent d'éviter les erreurs, cependant, pour des raisons de coûts, certains fabricants d'alimentations ou de cartes mères AT ne les ont pas équipés de ces détrompeurs (la bonne connexion repose alors sur les connaissances de l'opérateur qui doit comparer la couleur des différents fils pour obtenir le schéma suivant :
soit

Il est très important que les 4 fils noirs soient côte à côte, pour s'en souvenir les techniciens ont utilisé des phrases mnémotechniques comme par exemple « Black wires together in the middle » (« Les fils noirs ensembles au milieu ») ou encore « Red and red and you are dead » (« Rouge et rouge et tu es mort ») allusion aux fils rouges qui dénotent une mauvaise connexion.
Une erreur peut causer des dommages sur la carte car les câbles conduisent différentes tensions, des tensions négatives et la masse.

## Variantes

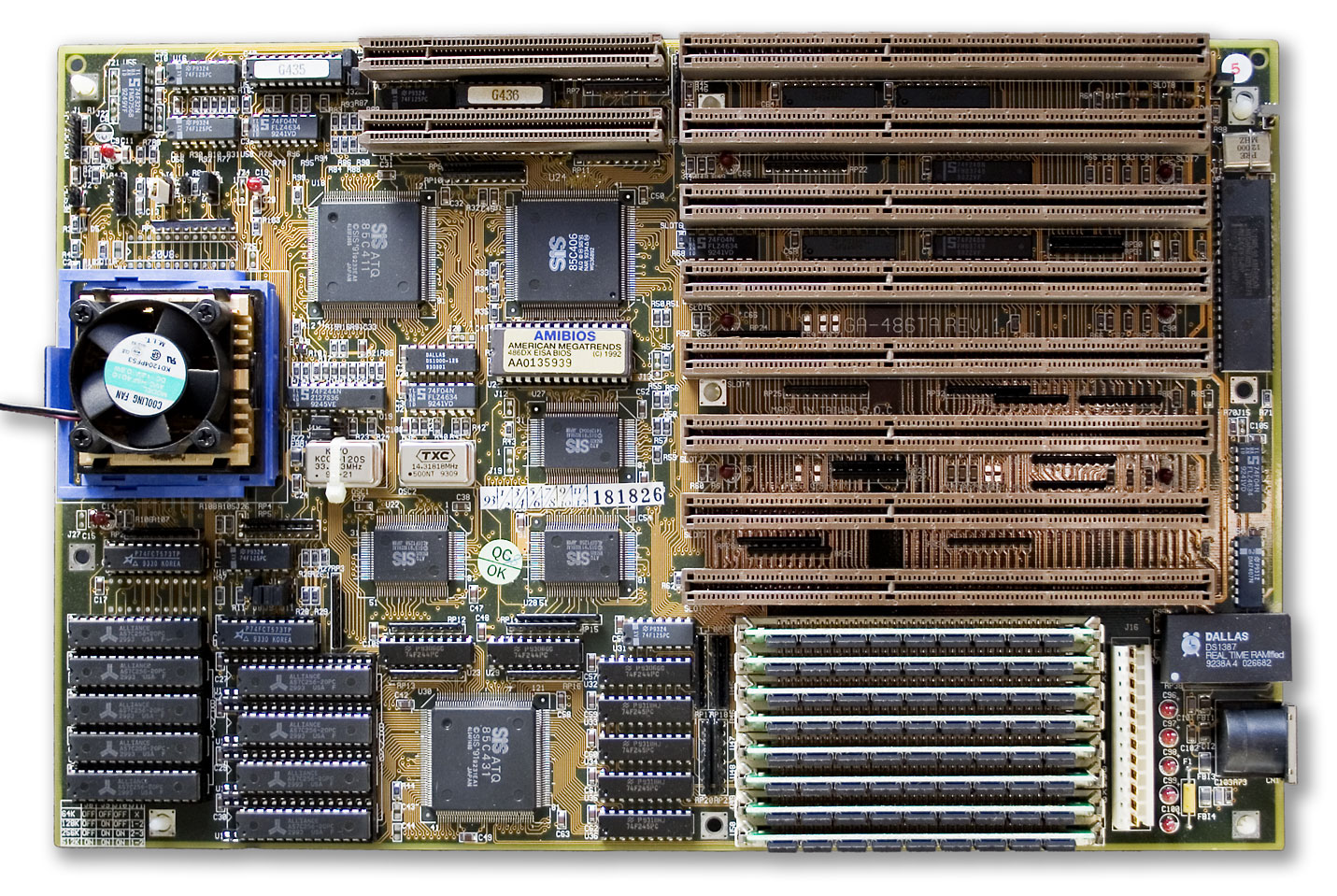
Carte mère Baby AT.

En 1985[citation nécessaire] IBM présentait le format Baby AT et rapidement, le format Full AT était abandonné par de nombreux fabricants au profit du Baby AT plus économique. Ce format accompagnera plusieurs générations de systèmes partant des processeurs Intel 80286 à la fin des années 1980 en passant par la génération pentium p5 (5e génération de processeurs Intel x86) en 1993 et finissant par quelques cartes supportant le Pentium II P6 en 1997. Ces cartes mères utilisent des trous de montage identiques, aussi les 8 slots de cartes filles suivent le même alignement ce qui leur permet d'être adaptées aux boîtiers full AT, elles mesurent cependant 5 cm de moins et sont un peu plus courtes. Leur taille est de 33 × 21,6 cm (13" × 8.5") contre 35,1 cm × 30,5 cm pour les cartes AT (full), l'adaptabilité des cartes Baby AT a été la raison de leur succès.
L'augmentation de la taille des refroidisseurs de processeurs — et le fait que les cartes filles PCI et ISA de pleine longueur n'entrent pas dans le boitier — ont sonné la fin du format Baby AT et ont aidé au développement de l'ATX. Bien que les normes AT soient maintenant considérées comme obsolètes, certains ordinateurs industriels continuent à utiliser des cartes AT.
En 1995, Intel présente l'ATX Intel, « Intel Advanced/ATX (Thor) », 1995 (consulté le 9 juin 2022), un nouveau format qui va doucement remplacer le vieillissant Baby AT. Pendant la fin des années 1990, la grande majorité des cartes étaient soit Baby AT soit ATX. Beaucoup de fabricants de cartes mères ont continué à préférer la production de cartes Baby AT car beaucoup de boitiers et d'alimentations n'étaient pas compatibles avec le format ou les connecteurs d'alimentation du nouveau format ATX. La disparition du 8e slot pour carte fille sur les cartes ATX a au départ découragé leur utilisation dans les serveurs mais dès que l'industrie a commencé à passer à l'ATX, des boitiers et des alimentations supportant le format AT et le format ATX apparaissent. Enfin au début du XXIe siècle, les boitiers et alimentations ne supportent plus l'AT.

## Alimentation électrique
Le connecteur d'alimentation AT se compose de deux prises.